# Tour de Sardaigne
Le Tour de Sardaigne, créé en 1958, est une course cycliste par étapes disputée en Italie. Après 12 années sans édition, la compétition est réapparue en 2009. Le Tour n'est pas organisé en 2012 faute d'argent. En 2020, elle fait son retour dans le calendrier international aux mois d'octobre et de novembre.
La course est classée 2.1 au calendrier de l'UCI Europe Tour.

## Histoire
Le Tour de Sardaigne des années 1960 et des années 1970 acquiert une importance internationale élevée, à tel point que les plus grands champions cyclistes de l'époque figurent au palmarès, comme Eddy Merckx (recordman des victoires avec 4 succès), Jacques Anquetil, Vittorio Adorni et Marino Basso. La course marque traditionnellement le début de la saison cycliste et est utilisée comme test principal pour la plus prestigieuse classique Milan-San Remo. Généralement, la course par étapes est suivie d'une course en ligne, la course Sassari-Cagliari, tracée entre Sassari et Cagliari, parfois dans le sens inverse.
Dans les premières années de la course, le départ a souvent lieu sur le continent avec une ou deux étapes avant le transfert vers la Sardaigne. La première édition de 1958 est lancée avec une étape reliant Rome à Civitavecchia, suivie d'un embarquement ultérieur par bateau pour la deuxième étape entre Olbia et Nuoro. Cette édition inaugurale, réduite en raison d'une tempête de neige rencontrée lors du passage sur le plateau de Campeda, est remportée par le Français Antonin Rolland.
En 1960, deux étapes arrivent à Formia et Naples et en 1964 la première étape est tracée entre Rome et Naples.
La course se déroulée sans interruption de 1958 à 1978, jusqu'en 1979, date du premier arrêt. L'organisation, compte tenu de la situation économique difficile de la Sardaigne et des tensions sociales, craint des représailles des travailleurs et des habitants de la région au détriment de la course et des coureurs et remplace l'épreuve par le Tour du Trentin.
En 1980, l'organisation passa aux mains de Rizzoli, le rédacteur en chef de la Gazzetta dello Sport et par ailleurs organisateur du Tour d'Italie. La course est remportée par Gregor Braun, mais cette victoire est controversée en raison d'un accord qui permit à l'Allemand de profiter du travail d'autres équipes (les équipes seront condamnées à une amende quelques jours plus tard) qui sont devenues ses alliés en échange d'argent. Néanmoins, la course, n'est plus désormais considérée comme un classique en début de saison et entame sa phase descendante. En 1981, une annulation de la course sans raison voit les organisateurs condamnés à une amende de 500 mille lires par l'Union italienne du cyclisme professionnel. Après deux autres éditions qui voient les succès de Giuseppe Saronni et de Braun, le cyclisme sarde rentre dans une crise profonde entraînant la disparition de la course du calendrier international, à l'exception de deux éditions sporadiques en 1996 et 1997, incluent dans la Semaine internationale Coppi et Bartali.
Avec le retour sur l'île du Tour d'Italie en 2007, seize ans après les dernières étapes en terre sarde (Tour d'Italie 1991), une tentative est faite pour relancer le Tour de Sardaigne. Après une première approche tentée en 2008 (la course était inscrite au calendrier UCI puis annulé faute de budget), l'épreuve est de nouveau organisée en 2009. Elle se déroule du 24 au 28 février et voit la victoire finale de Daniele Bennati.
En 2010, après 27 ans, le nom d'un coureur étranger revient au tableau d'honneur, il s'agit du Tchèque Roman Kreuziger, auquel succède le prometteur Peter Sagan. En 2012, la course est une nouvelle fois annulée, faute de fonds nécessaires. Une édition en 2020 est annoncée mais annulée du fait de la pandemie de Covid 19.

## Palmarès
| Année     | Vainqueur          | Deuxième            | Troisième            |
| 1958      | Antonin Rolland    | Désiré Keteleer     | Rik Van Looy         |
| 1959      | Rik Van Looy       | Aldo Moser          | Gastone Nencini      |
| 1960      | Jo de Roo          | Arnaldo Pambianco   | Raymond Impanis      |
| 1961      | Emile Daems        | Arnaldo Pambianco   | Jean Stablinski      |
| 1962      | Rik Van Looy       | Diego Ronchini      | Nino Defilippis      |
| 1963      | Arnaldo Pambianco  | Rik Van Looy        | Franco Cribiori      |
| 1964      | Vittorio Adorni    | Huub Zilverberg     | Guido De Rosso       |
| 1965      | Rik Van Looy       | Romeo Venturelli    | Roberto Poggiali     |
| 1966      | Jacques Anquetil   | Graziano Battistini | Flaviano Vicentini   |
| 1967      | Luciano Armani     | Pietro Guerra       | Jos van der Vleuten  |
| 1968      | Eddy Merckx        | Italo Zilioli       | Vito Taccone         |
| 1969      | Claudio Michelotto | Giancarlo Polidori  | Giuseppe Fezzardi    |
| 1970      | Patrick Sercu      | Eddy Merckx         | Felice Gimondi       |
| 1971      | Eddy Merckx        | Gösta Pettersson    | Herman Van Springel  |
| 1972      | Marino Basso       | Antoon Houbrechts   | Patrick Sercu        |
| 1973      | Eddy Merckx        | Herman Van Springel | Gösta Pettersson     |
| 1974      | Rik Van Linden     | Luciano Borgognoni  | Enrico Paolini       |
| 1975      | Eddy Merckx        | Italo Zilioli       | Knut Knudsen         |
| 1976      | Roger De Vlaeminck | Arnaldo Caverzasi   | Cees Bal             |
| 1977      | Freddy Maertens    | Rik Van Linden      | Patrick Sercu        |
| 1978      | Knut Knudsen       | Ronald De Witte     | Josef Fuchs          |
| 1979      | Non-disputé        | Non-disputé         | Non-disputé          |
| 1980      | Gregor Braun       | Knut Knudsen        | Roberto Visentini    |
| 1981      | Non-disputé        | Non-disputé         | Non-disputé          |
| 1982      | Giuseppe Saronni   | Emanuele Bombini    | Giuseppe Petito      |
| 1983      | Gregor Braun       | Urs Freuler         | Marc Madiot          |
| 1984-1995 | Non-disputé        | Non-disputé         | Non-disputé          |
| 1996      | Gabriele Colombo   | Adriano Baffi       | Maurizio Fondriest   |
| 1997      | Roberto Petito     | Claudio Chiappucci  | Alessandro Bertolini |
| 1998-2008 | Non-disputé        | Non-disputé         | Non-disputé          |
| 2009      | Daniele Bennati    | Oscar Gatto         | Alessandro Ballan    |
| 2010      | Roman Kreuziger    | Christopher Horner  | Thomas Voeckler      |
| 2011      | Peter Sagan        | José Serpa          | Damiano Cunego       |

## Statistiques

### Victoires par pays
| # | Pays                 | Victoires |
| - | -------------------- | --------- |
| 1 | Belgique             | 12        |
| 2 | Italie               | 9         |
| 3 | Allemagne de l'Ouest | 2         |
| 3 | France               | 2         |
| 5 | Norvège              | 1         |
| 5 | Pays-Bas             | 1         |
| 5 | Tchéquie             | 1         |
| 5 | Slovaquie            | 1         |

### Vainqueurs multiples
| Victoires    | Coureur | Années                   |
| ------------ | ------- | ------------------------ |
| Eddy Merckx  | 4       | 1968, 1971, 1973 et 1975 |
| Rik Van Looy | 3       | 1959, 1962 et 1965       |
| Gregor Braun | 2       | 1980 et 1983             |